# Xã Lower Mount Bethel, Quận Northampton, Pennsylvania
Xã Lower Mount Bethel (tiếng Anh: Lower Mount Bethel Township) là một xã thuộc quận Northampton, tiểu bang Pennsylvania, Hoa Kỳ. Năm 2010, dân số của xã này là 3.101 người.